# Hűtőtáska

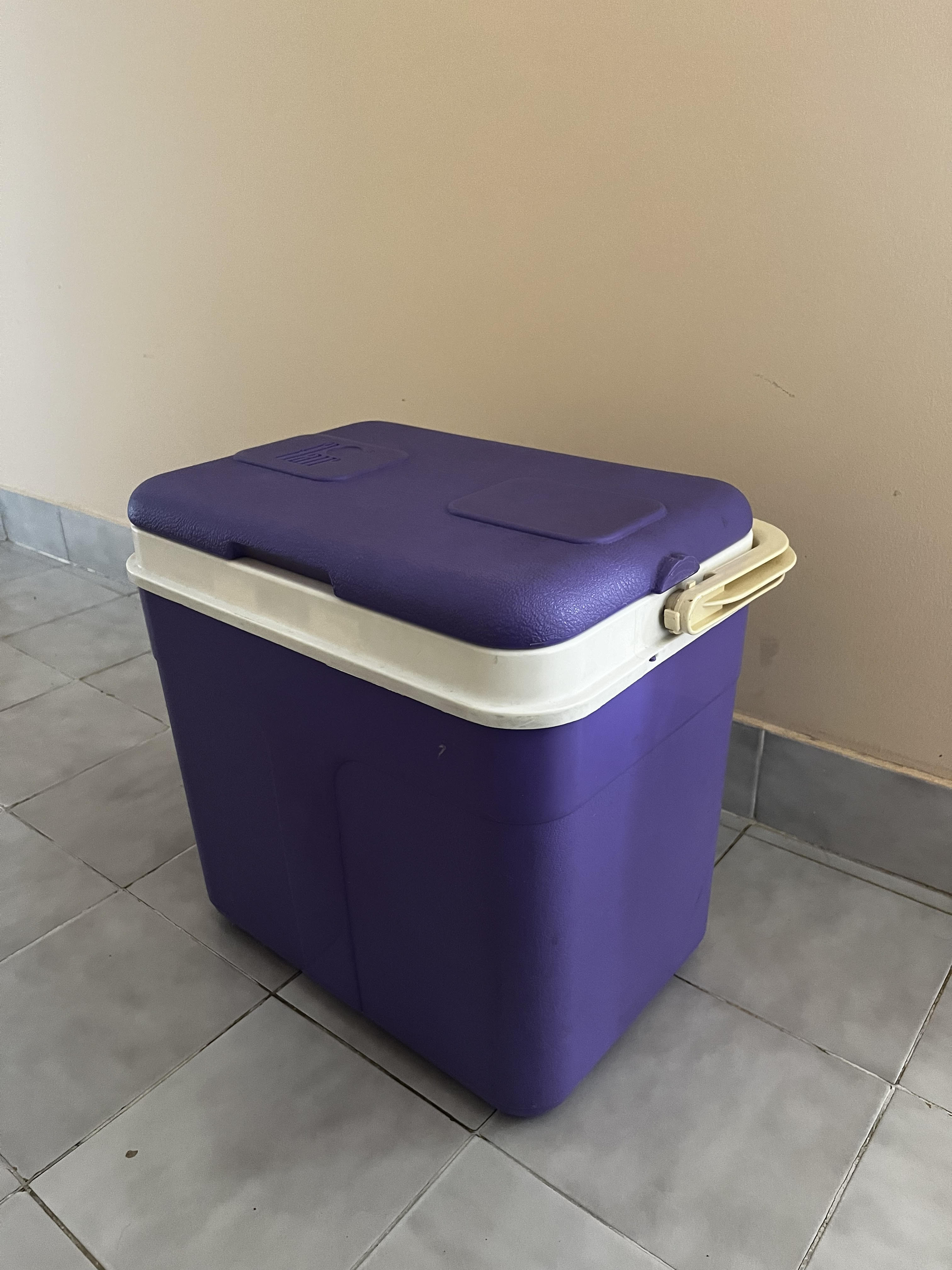
Általános keményfalú hűtőtáska

A hűtőtáska olyan tárolóeszköz, amelyet hidegen tartott ételek és italok szállítására és tárolására használnak. Különösen népszerű piknikeken, kirándulásokon, kempingezéseken és strandolás alkalmával, amikor nincs lehetőség hűtőszekrény használatára. A hűtőtáskák a szigetelési megoldásaik és a hűtési mechanizmusuk szerint több típusra oszthatók.

## Típusai
A hűtőtáskák alapvetően két fő kategóriára oszthatók: passzív és aktív hűtőtáskákra.
- Passzív hűtőtáskák: Ezek nem igényelnek áramforrást. A belső terüket gyakran hab vagy más hőszigetelő anyag borítja, ami csökkenti a hő átjutását, így a jég vagy a hűtőelemek segítenek alacsonyan tartani a belső hőmérsékletet.
  1. Keményfalú hűtőtáskák: Ezek műanyagból vagy fémből készülnek, és hosszabb ideig tartják meg a hideget, így ideálisak hosszabb utakra vagy horgászatra.
  2. Puhafalú hűtőtáskák: Gyakran textilanyagokból készülnek, könnyebbek és egyszerűen hordozhatók, így rövidebb, egy-két órás programokhoz ajánlottak
- Aktív hűtőtáskák: Ezek elektromos áramot vagy egyéb energiaforrást (például gázt) igényelnek, és hosszabb ideig képesek hűvösen tartani a tartalmukat. Az aktív hűtőtáskák három fő típusa:
  1. Termoelektromos hűtők: Elektromos áramot használnak a Peltier-hatás segítségével történő hűtéshez. Kis méretűek, de csak rövidebb időre hatékonyak.
  2. Abszorpciós hűtők: Árammal vagy gázzal működnek, és akár több napos kirándulásokra is alkalmasak.
  3. Kompresszoros hűtők: Hasonlóak a hagyományos hűtőszekrényekhez, és nagy teljesítményűek, így akár fagyasztásra is alkalmasak

## Működési elv
A hűtőtáskák működése típusonként eltér.
A passzív hűtőtáskák szigetelt belső felülettel rendelkeznek, ami minimalizálja a hőátadást, és lehetővé teszi, hogy a jég vagy hűtőelemek hűvösen tartsák a tartalmat. Az aktív hűtőtáskák esetén a termoelektromos modellek a Peltier-effektust használják, míg az abszorpciós modellek gázzal vagy folyékony hűtőanyaggal dolgoznak. A kompresszoros típusok pedig hűtőközeget használnak, ami hatékonyabb és hosszabb ideig hűvösen tartja a tartalmat

## Felhasználási területek
A hűtőtáskákat széles körben használják, többek között:
- Piknikek és kirándulások: Rövidebb távú használatra a passzív hűtőtáskák tökéletesek, mert könnyen hordozhatók és frissen tartják az ételeket.
- Kemping és utazás: Az aktív hűtőtáskák, különösen a kompresszoros típusok, kiválóak többnapos utazásokhoz, mivel stabilan hűvösen tartják a tartalmat.
- Horgászat és vízi sportok: A tengeri hűtőtáskák UV- és korrózióálló anyagból készülnek, és speciálisan a vízi sportokhoz vagy horgászathoz tervezték őket, hogy frissen tartsák a fogást.
- Gyógyszerszállítás: Bizonyos gyógyszereknél, mint például az inzulin, elengedhetetlen a megfelelő hőmérsékleten való tárolás, így a hűtőtáskák mobil megoldást biztosítanak ezek biztonságos szállítására